# HMS Falcon (1802)
HMS Falcon var en britisk sloop-of-war (brig), med en bestykning på fjorten 24 punds-karronader på batteridækket og to 18 punds-karronader på skansedækket. Den havde en besætning på 75 mand, og en tonnage på 368 ton. HMS Falcon blev anvendt i danske farvande af Royal Navy under Kanonbådskrigen 1807-14.
Briggen blev bygget af Whitby og søsat i 1801 under navnet Diadem. Da det blev købt af Royal Navy i 1802, blev det omdøbt til HMS Falcon for at undgå forveksling med linjeskibet HMS Diadem. HMS Falcon blev solgt i 1816.

## 1803 til 1807
HMS Falcon opbragte to franske skibe nær Newfoundland – Caroline d. 17. juli 1803 og briggen Mercure (ex-britiske Mercury) d. 28. juli 1803.
I begyndelsen af 1804 blev HMS Falcon klargjort i Plymouth, hvorefter den gjorde tjeneste i den Engelske Kanal med bl.a. beskydning af Le Havres kystbatterier. Besætningen modtog også prisepenge for generobringen af sluppen John and Thomas d. 3. november 1804.
I samarbejde med andre skibe opbragte HMS Falcon d. 20. juni 1805 skibene Zeeluft, Backer og Master  og delte prisepengene fra lasterne fra fem andre fartøjer, opbragt samme år.

### 1807: Gdańsk og København
HMS Falcon sejlede forstærkninger til den russiske general Kaminskij under det mislykkede britiske forsvar af Gdańsk i april 1807. Frivillige fra HMS Falcon sejlede det lejede, bevæbnede handelsskib Sally til Wisłas relativt lavvandede udmunding, for at tage kampen op mod franskmændene.
Sammen med sluppen HMS Vulture erobrede HMS Falcon det danske skib Martha d. 28. august 1807. Prisepengene blev udbetalt næsten fire år efter.
Den 7. september kom HMS Falcon med blandt de 126 skibe, der officielt havde været med til Flådens Ran. Besætningen fik senere del i prisepengene efter udleveringen af den danske orlogsflåde.

### 1808: Sjællands Odde, Endelave og Tunø
Den 22. marts 1808 deltog HMS Falcon som en af de mindste britiske fartøjer i Slaget ved Sjællands Odde. Sluppen observerede kampene fra sikker afstand og nedskrev slagets gang i logbogen.
I slutningen af april blev HMS Falcons fungerende kaptajn, kaptajnløjtnant John Price, beordret af kommandør Donald Campbell fra linjeskibet HMS Dictator til at sejle nordpå, nærmere bestemt vest for Samsø, for at søge efter dansk-norske både der kunne bruges til troppetransporter fra Jylland til Sjælland og Skåne. HMS Falcon ødelagde otte "ret store både .. med tropper i nærheden" ved Endelave, seks både ved Tunø d. 29. april, og 13 andre i farvandet mellem Samsø og Aarhus, før d. 15. maj.
Danskerne befæstede havneområdet på Samsøs østkyst, samt de nærliggende øer Kyholm og Lindholm. Natten til d. 7. maj sendte HMS Falcon et entrehold i jollerne. Briterne erobrede to både med 13-tommers mortérer og tilknyttet udrustning, herunder 400 mortérgranater. Kaptajnløjtnant Price bemærkede at den ene båd gik på grund og måtte sættes i brand. Han ødelagde den anden båd efter at mortéren var blevet fjernet.
Den 3. juni sendte HMS Falcon sine joller af sted til endnu et raid på Endelave.

### Skæbne
Den 14. maj 1816 inviterede Admiralitetet skibsmæglere til at byde på adskillige skibe, herunder "beliggende ved Sheerness,.. briggen Falcon på 368 ton".